# ヴリシャ・デーヴァ
ヴリシャ・デーヴァ（Vṛṣa Deva, 生没年不詳）は、ネパール、リッチャヴィ朝の君主。

## 生涯
ヴリシャ・デーヴァはリッチャヴィ朝の祖とされる。後代のマーナ・デーヴァ1世の碑文からもそれを確認することが出来る。
とはいえ、当時のリッチャヴィ朝は北インドのグプタ朝に租税を納める弱小国であった。